# 63rd Infantry Division
La 63rd Infantry Division (63ª Divisione di fanteria) era una divisione di fanteria dell'esercito degli Stati Uniti che ha partecipato alla Seconda guerra mondiale.
Fu attivata per la prima volta il 15 giugno 1943 durante la mobilitazione successiva all'entrata in guerra degli Stati Uniti nella Seconda guerra mondiale, venendo organizzata a Camp Blanding in Florida. Dopo aver prestato servizio nel teatro di guerra europeo venne disattivata il 27 settembre 1945.
Nel febbraio 1952 venne riattivata da una ridisegnazione della 13th Armored Division (United States Army) ed entrò a far parte del ruolino della United States Army Reserve fino alla sua disattivazione nel 1965.